# Ángel Rubio Castro
Ángel Rubio Castro (ur. 8 kwietnia 1939 w Guadalupe) – hiszpański duchowny katolicki, biskup Segowii w latach 2007-2014.

## Życiorys

### Prezbiterat
Święcenia kapłańskie otrzymał 26 lipca 1964 i został inkardynowany do archidiecezji Toledo. Był m.in. wykładowcą toledańskiego seminarium oraz miejscowego uniwersytetu, wikariuszem biskupim ds. katechezy, a także biskupim delegatem ds. życia konsekrowanego.

### Episkopat
21 października 2004 papież Jan Paweł II mianował go biskupem pomocniczym archidiecezji Toledo, ze stolicą tytularną Vergi. Sakry biskupiej udzielił mu 12 grudnia 2004 ówczesny arcybiskup Toledo – kard. Antonio Cañizares Llovera.
3 listopada 2007 został mianowany biskupem ordynariuszem diecezji Segowia, zaś 9 grudnia 2007 kanonicznie objął urząd. 12 listopada 2014 papież Franciszek przyjął jego rezygnację z pełnionego urzędu złożoną ze względu na wiek.